# Дионисий Ставридис
Дионисий (на гръцки: Διονύσιος, Дионисиос) е гръцки духовник, митрополит на Цариградската патираршия.

## Биография
Роден е през 1852 година в Дионес (Ортакьой), предградие на тракийския град Силиврия със светското име Ставридис (Σταυρίδης). 14 години служи при митрополит Йосиф Литицки, в Одринската епархия при митрополит Дионисий Одрински, който в 1873 година го ръкополага за дякон. Последва митрополит Дионисий в Никейската митрополия, където служи като архидякон. След това става велик архидякон на Патриаршията в Цариград. На 20 октомври 1888 година е ръкоположен за презвитер в патриаршеската катедрала „Свети Георги“ от митрополит Дионисий Ксантийски и след три дни на 23 октомври отново в „Свети Георги“ е ръкоположен за епископ на Елевтеруполската епископия. Ръкополагането е извършено от митрополит Йероним Никейски, Герасим Анкарски, Константий Визенски, Дионисий Ксантийски, Атанасий Сисанийски и Калиник Мъгленски. През февруари 1889 година епископията е повишена в митрополия и на Дионисий е даден надзора на Кушнишкия манастир. Споменат е като ктитор в ктиторския надпис на храма „Свети Архангели“ в Елевтерес от 1891 година. Остава на престола в Правища до октомври 1900 година.
На 3 октомври 1900 година е избран за митрополит на Силврийската епархия. Умира в Силиврия в 1913 година.